# Francesca Clapcich
Francesca Clapcich (Trieste, 28 gennaio 1988) è una velista italiana.
Alle Olimpiadi estive del 2012 ha gareggiato nella classe Laser Radial femminile, classificandosi al 19º posto. 
Dopo aver iniziato a competere insieme a Giulia Conti, la coppia ha ottenuto numerosi successi nella classe appena istituita 49er FX, tra cui la vittoria nel 2015 nei campionati italiani, europei e mondiali. Il 27 ottobre 2015 Conti e Clapcich hanno ricevuto il Collare d'Oro al merito sportivo, il massimo riconoscimento conferito dal CONI.
Nel 2016, si sono classificate al secondo posto ai Campionati Europei e sempre in coppia hanno preso parte alle Olimpiadi di Rio de Janeiro nella classe 49erFX, classificandosi al 5º posto. Al termine della manifestazione olimpica hanno dichiarato concluso il proprio ciclo di attività sportiva insieme.
Nel 2017-2018, è stata membro dell'equipaggio di Turn the Tide on Plastic nella Volvo Ocean Race.
Nel 2023 è stata membro dell'equipaggio 11th Hour Racing, classe IMOCA 60, vincendo l'edizione 2022-2023 della The Ocean Race., prima velista italiana a riuscire in tale impresa. Sempre con il team 11th Hour Racing, Clapich ha annunciato l'avvio di una campagna che la porterà a partecipare al Vendée Globe 2028.
Nel 2024 Clapcich ha partecipato nel team American Magic alla prima edizione della Women’s America’s Cup, competizione parte della 37ª America's Cup con team esclusivamente femminili su imbarcazioni foil AC40.
A marzo 2025 annuncia la sua campagna per partecipare al Vendée Globe 2028, a bordo di un'imbarcazione IMOCA del team 11th Hour Racing. Se arriverà a qualificarsi, prendendo parte alla regata diventerà la prima persona al mondo ad aver partecipato alle Big Four della vela (Olimpiadi, America's Cup, The Ocean Race, Vendée Globe).